# Anthemis cuneata
Anthemis cuneata là một loài thực vật có hoa trong họ Cúc. Loài này được Hub.-Mor. & Reese mô tả khoa học đầu tiên năm 1940.